# Guerra non convenzionale
(Virgilio, Eneide - Libro II, 49)

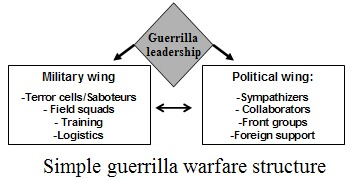
Struttura di guerra non convenzionale mediante guerriglia

La guerra non convenzionale — spesso abbreviata in UW, dall'inglese unconventional warfare — è l'opposto della guerra convenzionale e consiste nel tentativo di ottenere la vittoria sul nemico attraverso l'acquiescenza, la capitolazione o il sostegno clandestino di una parte del popolo (teoricamente) nemico.

## Descrizione, metodi e organizzazione
Esteriormente, la UW si differenzia dalla convenzionale per questi tratti: forze ed obiettivi sono occulti o definiti solo parzialmente, tattiche ed armi tendono a generare sovversione o intimidazione; coerentemente, gli obiettivi di lungo termine sono la coercizione o la sovversione di un corpo politico.
La UW prende di mira la popolazione civile ed i corpi politici direttamente, cercando di vanificare l'efficienza militare nemica. Si possono adoperare non convenzionalmente tattiche limitate di guerra convenzionale, per dimostrare potenza ed aggressività, invece che per intaccare sostanzialmente la potenzialità bellica avversaria. Oltre all'uso coercitivo di armi tradizionali, si può far ricorso ad armamenti che puntano ad offendere principalmente la popolazione civile: bombe atomiche, ordigni incendiari urbani, fosforo bianco ed affini. Si possono usare non convenzionalmente forze speciali, inserite oltre le linee nemiche, per diffondere sovversione e propaganda, per aiutare i partigiani antigovernativi locali, e in definitiva per alimentare situazioni ambientali di paura e confusione. Si usano tattiche di distruzione contro infrastrutture non militari, e si impongono blocchi alle derrate civili per deprimere il morale della popolazione e — se possibile — anche quello dei combattenti, ingenerandovi ansia per i disagi che affliggono le rispettive famiglie. Gli oppositori della globalizzazione ne criticano il sistema di commercio regolamentato, accusandolo di essere una sorta di assedio planetario, assimilabile alle crudeltà dell'UW.

## Obiettivi
L'obiettivo generale della guerra non convenzionale è instillare il convincimento che la pace e la sicurezza non siano possibili senza compromessi o concessioni. Tra gli obiettivi specifici si annoverano: l'induzione del disgusto per la guerra, impoverimento della qualità della vita e delle libertà civili conseguente all'esigenza di perseguire maggior sicurezza, ristrettezze economiche legate ai costi della guerra; perdita di fiducia circa la propria capacità di proteggersi dagli assalti, depressione e disintegrazione del "morale".
L'obiettivo finale di questo tipo di guerra è motivare il nemico a desistere dall'attacco o dalla resistenza anche se (e quando) avesse ancora la capacità di combattere. Risultando eventualmente impossibile cogliere questa prima meta, un traguardo secondario — ma sempre rispettabile — sarà rendere fiacco il nemico prima di un attacco convenzionale.

## Modelli operativi
L'organizzazione varia per cultura e tipo di conflitto. Nei conflitti detti guerre popolari di Vietnam e Cina, prevalsero una netta struttura di base rurale, differenti tipi di truppe e una direzione proveniente da un forte gruppo o partito centralizzato. In altri conflitti il modello è più frammentato, e la UW non ha alcun bisogno di far affidamento su basi rurali. Generalmente, l'organizzazione si suddivide in un'ala politica ed una militare.
Nel 2009 lo United States Department of Defense definisce la UW come un ampio spettro di operazioni militari e paramilitari, normalmente di lunga durata, predominantemente condotte mediante, o con, o da forze indigene o surrogate che sono organizzate, addestrate, equipaggiate, sostenute e guidate in grado variabile da fonte esterna. Vi si comprende, senza pretesa di esaustività, guerriglia, sovversione, sabotaggio, attività di intelligence ed "estrazione".